# 库尔特·马苏尔
库尔特·马苏尔（德語：Kurt Masur；1927年7月18日—2015年12月19日），又译库特·马舒尔，德国指挥家，他担任莱比锡格万豪斯管弦乐团首席指挥近28年。

## 生平
马苏尔在1946-48年间在莱比锡音乐高校学习指挥。从1948年到1951年他是哈莱的独奏训练员和乐队长。1951-53年他在埃尔夫特当乐队长，1953-55则在莱比锡市立剧院供职。1955年他当上德累斯顿爱乐乐团的指挥。1958-60年他是施韦林麦克伦堡国立剧院音乐總監，1960-64则在柏林喜歌剧院任职。1964-67年间他游走于欧洲各国和巴西。 1967-72年他出任德累斯顿爱乐乐团首席指挥。
1970年到1997年马苏尔一直担任莱比锡格万豪斯的乐队长。他们举行过超过900场巡回音乐会。期间在1943年被毁的莱比锡布商大厦第三次重建，并于1981年开放，乐团终于再次获得一个家。从1991年到2002年他成为纽约爱乐首席指挥。2000年成为伦敦爱乐乐团音乐總監。 2002年起他兼任巴黎法国国家乐团音乐總監。
馬蘇爾也對兩德統一作出重要貢獻。柏林圍牆倒塌前夕的1989年10月9日莱比锡星期一游行事件中，為阻止東德政府以武力鎮壓集結於萊比錫爭取基本人權與自由的遊行市民，馬蘇爾與另五位重要人士組成“杰出莱比锡人”（除他之外还有SED地区代表书记库特·迈耶，约森·波密特和罗兰·沃泽尔，小型歌舞演员博德—鲁茨·兰格和神学家彼得·津马曼，共同高呼）「非暴力！」 的口號安撫群眾，並與東德政府展開對話，讓這場示威遊行和平落幕。馬蘇爾的英勇之舉獲得民眾的擁戴，兩德統一之後，曾被視為國家領導人的人選之一。1989年12月27日在政治转折后，马苏尔成为首位民主德国下的莱比锡名誉市民。
2015年12月19日去世，享年88歲；德國總理默克爾讚揚他是古典音樂奇才。

## 作品

### 錄音
- Tchaikovsky: Symphonies, Piano Concertos, Famous Waltzes. Warner Classics

## 獲獎與榮譽
马苏尔在其职业生涯中得到过无数奖项：民主德国授予他艺术奖和国家奖。1975年他成为莱比锡音乐学院教授。1984年他成为莱比锡大学荣誉博士。1990年1月26日马苏尔成为莱比锡艺术基金的创立者之一并且担任其主席到1995年。 1990年他成为荣誉军团骑士，1991年他获得Hanns-Martin-Schleyer-奖，1994年他成为德国国家基金董事。他获得过德国联邦十字勋章，美国国家艺术俱乐部金唱针和第一个海德克文化奖，以表彰其容忍大度，人道与和平方面的贡献。 2004年10月9日马苏尔获得Westfälische和平奖。

## 軼事
- 2018年7月18日，Google在部份國家首頁以首頁塗鴉紀念马苏尔的91歲冥誕[2]。